# Nadur
Nadur é um povoado da ilha de Gozo em Malta. 
Árabes descobriram e fundaram esta ilha.
Também é o sobre nome de uma familia árabe tradicional e nobre que na decada de 30 alguns parentes sairam do Líbano com destino ao Brasil, com parentesco também com a familia Rezek (ex ministro de relações exteriores e Gadbem) hoje com alguns descendentes no Brasil e Argentina.